# Ricamo

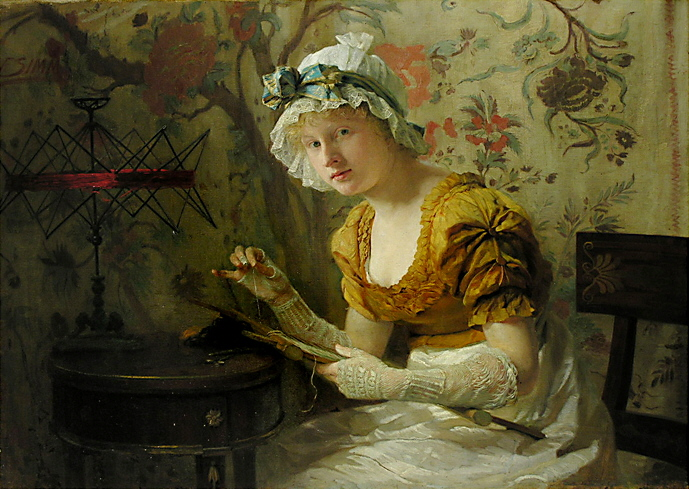
La ricamatrice, dipinto di Franz Xaver Simm

La parola ricamo indica sia l'attività artigianale del ricamare, sia il prodotto di quell'attività. Tale oggetto è un disegno, una decorazione o un ornamento creato con ago e filo su un tessuto.  È un'attività antichissima, ancora oggi praticata, che si sviluppa generalmente come lavoro artigianale (raro e molto costoso) oppure hobby diffuso in tutto il mondo.
Occorre distinguere, in primo luogo, tra il ricamo a mano e quello a macchina. Pur cercando di rimanere soltanto un diverso modo di eseguire un decoro, il ricamo a macchina ha tuttavia sviluppato particolari punti, e di conseguenza diversi disegni e diverse applicazioni. Per questo motivo l'argomento meriterebbe di essere trattato separatamente e in modo specifico. Qui di seguito verranno presi in considerazione soltanto le tecniche ed i punti impiegati nel ricamo a mano.
È intuitivo pensare che soprattutto alcuni punti siano nati dalla volontà di unire o sagomare teli in modo, oltre che funzionale, anche regolare, armonioso e infine decorativo, acquistando via via una valenza artistica.
La distinzione tra "arte" e "hobby" è sempre difficile. In linea generale, l'arte comincia laddove l'apprendista comincia a creare. La preziosità, invece, dell'oggetto ricamato sta nell'accuratezza dell'esecuzione, nell'alta qualità dei materiali usati, nell'armonia della composizione.

## Tecniche
Una prima classificazione dei vari tipi di ricamo potrebbe essere la seguente:
- Ricamo su disegno
- Ricamo libero a fili contati
- Ricamo riferito.

I punti di base del ricamo sono molti e richiedono una costante conferma in immagini.

### Ricamo su disegno

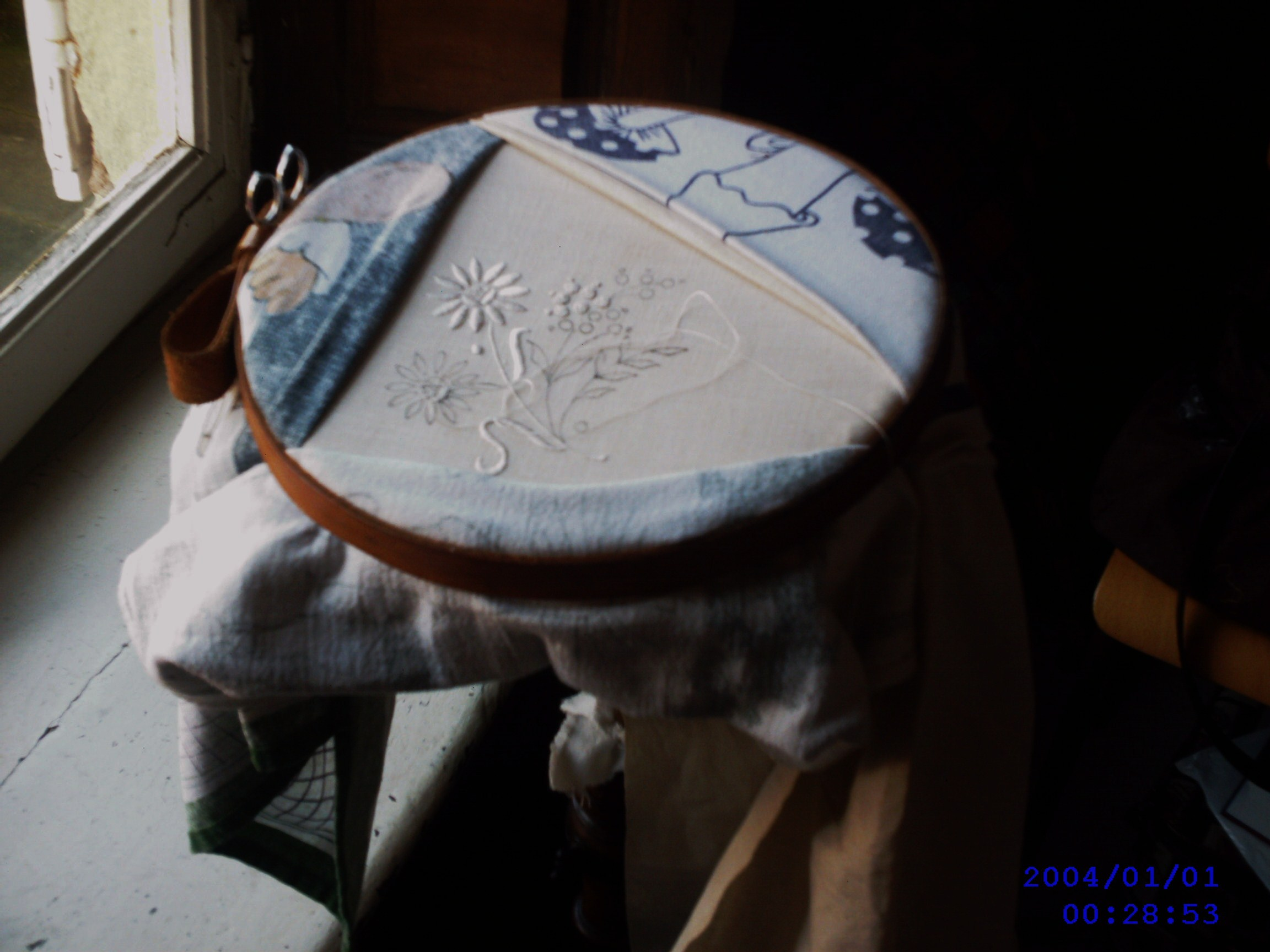
Un tamburello tende il disegno da ricamare

La fase preparatoria prevede appunto la preparazione e la scelta di un disegno o schema, da riprodurre accuratamente sul tessuto (a matita o a ricalcato) e da dipingere variamente con fili colorati o preziosi.
Se non è previsto l'uso di fili colorati, parliamo di ricamo bianco su bianco, o di tono su tono che viene usato per capi di abbigliamento personalizzati, biancheria intima e biancheria per la casa.

### Ricamo a fili contati
Il ricamo a fili contati prevede l'uso di tessuti a trama abbastanza larga e regolare da poterne contare i fili di tessitura, in modo da permettere l'esecuzione di ricami dai punti omogenei per grandezza. La tessitura è regolare quando 1 cm2 di tessuto contiene lo stesso numero di fili, sia per la trama che per l'ordito. Un lino 10x10, conta dieci fili per cm2 (trama molto larga), un lino 22x22 (trama fitta) contiene ventidue fili per cm2. Il disegno non viene riportato sul tessuto. Si ricama direttamente sul tessuto contando i fili di ordito e di trama che devono essere ricoperti o lasciati a vista. Puntocroce, piccolo punto, punto quadro, punto reale, i punti a retino (o ajourés) e i punti tappezzeria appartengono a questo genere. Variamente associati tra loro i punti a fili contati compongono stili di ricamo ornamentale eleganti, raffinati e molto antichi; i più conosciuti sono il punto Assisi, il punto antico, l'Hardanger; ma la letteratura di cui disponiamo, ne illustra molti altri in tutte le culture, nordiche, baltiche, est-europee e mediorientali. Di solito vengono usati i punti Punto antico, Gobelin, Mezzo punto, Punto croce.

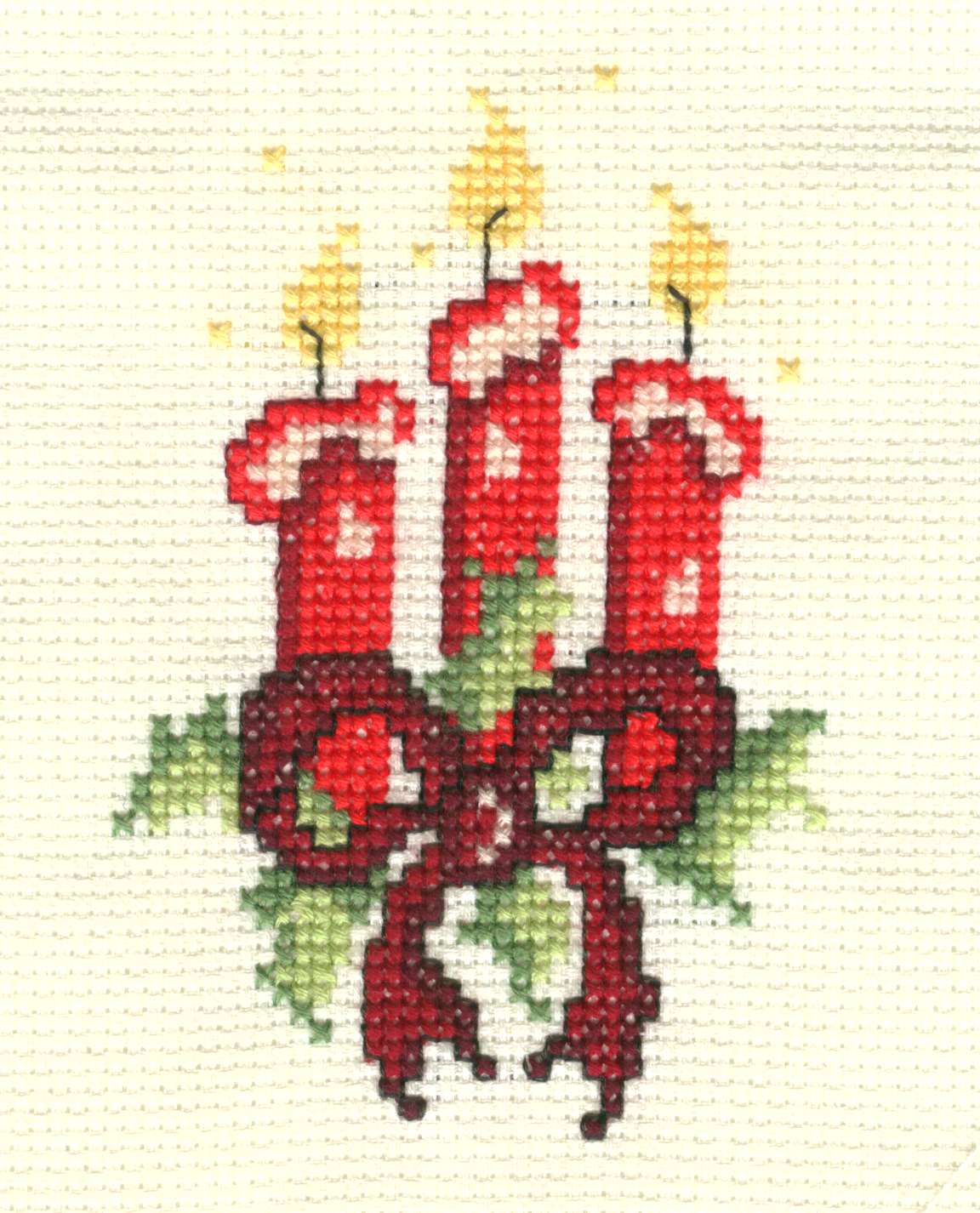
Motivo natalizio a punto croce
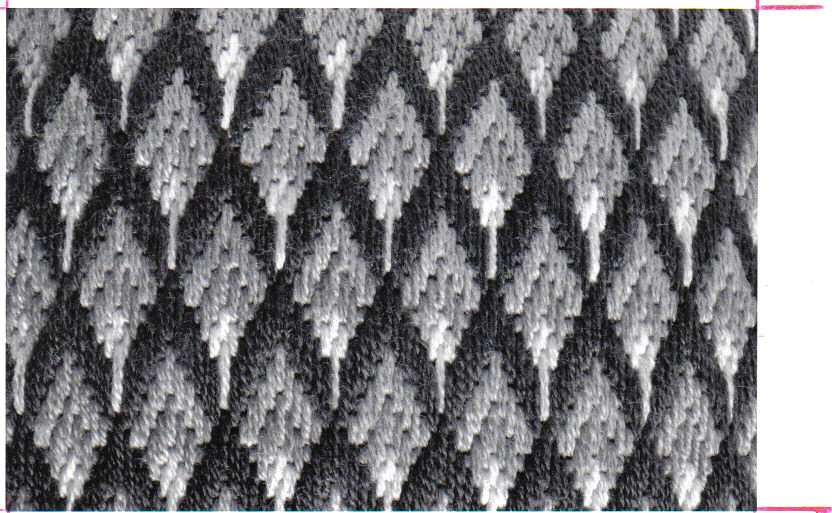
Tappezzeria a punto Bargello
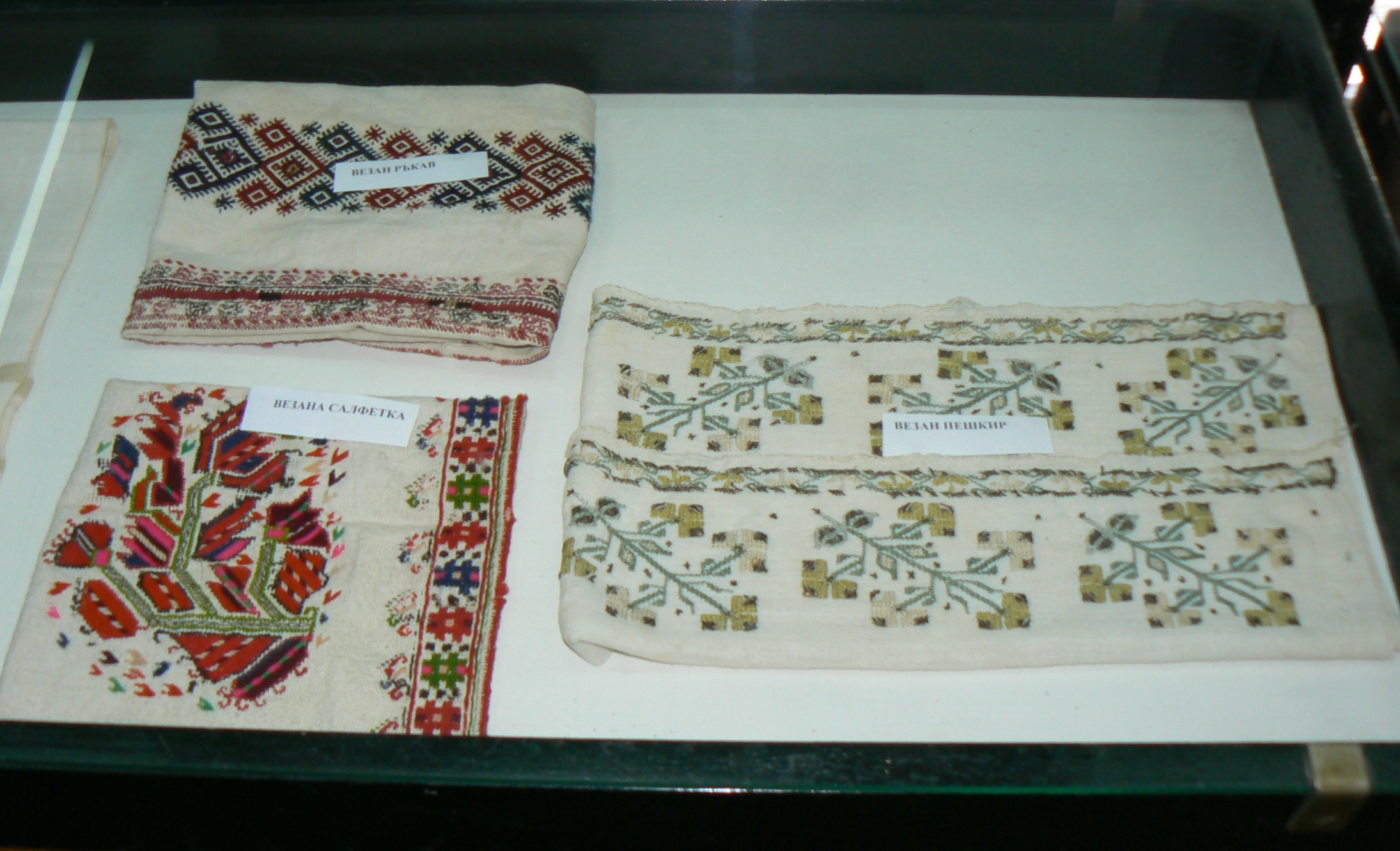
Motivi bulgari a fili contati-Museo del ricamo- Teteven
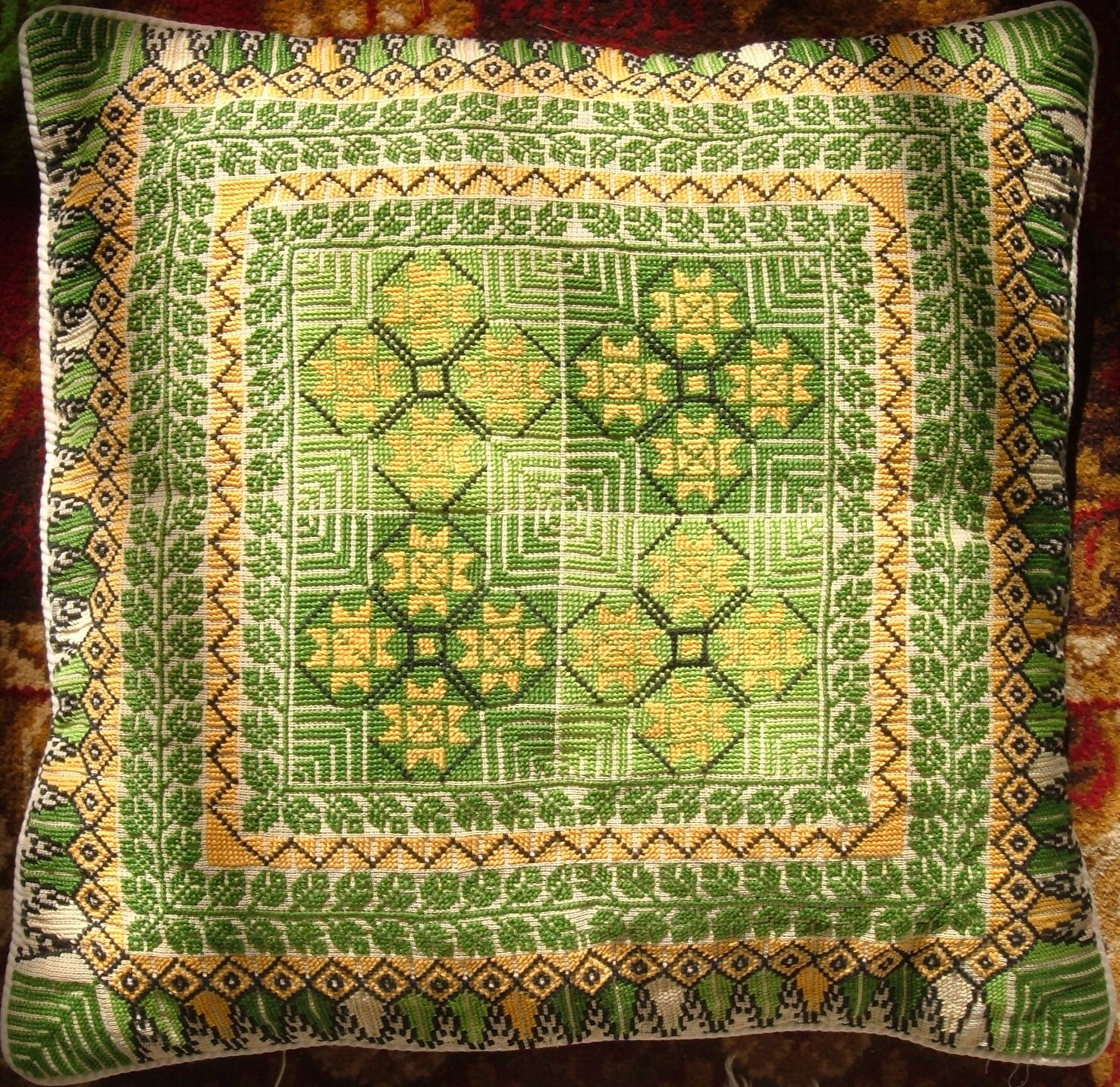
Cuscino palestinese

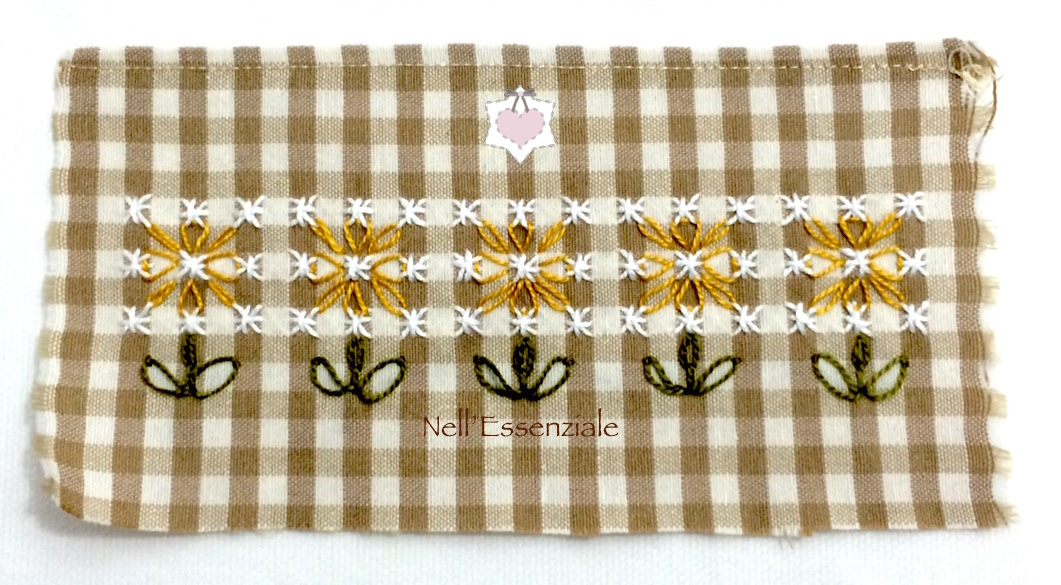
Ricamo Broderie Suisse

Rientra nella stessa categoria anche il ricamo destinato alla tappezzeria, che si serve della ripetizione di motivi geometrici.
In questi stili solitamente i disegni sono composti da moduli di dimensioni limitate ed è il ricamatore che decide la loro disposizione e la ripetizione dei vari motivi sul tessuto. Come è intuitivo, il tessuto, il disegno, le sue dimensioni, il filato, devono essere scelti in armonia tra loro e concordare in luminosità, robustezza, grazia; il tutto in ragione della destinazione dell'opera compiuta.
Nella tecnica a giorno bisogna sfilare dalla stoffa due o più fili contigui in modo da ottenere una riga di solo ordito o di sola trama, la quale viene poi rifinita con piccoli punti lungo i bordi.  È frequente l'uso di questa particolare tecnica, anche nelle applicazioni di pizzo come inserto o come finitura di un capo. Si possono utilizzare à jour semplice o à jour composti tra i quali il più classico e il più frequente è il gigliuccio completato con il punto quadro.

### Ricamo riferito

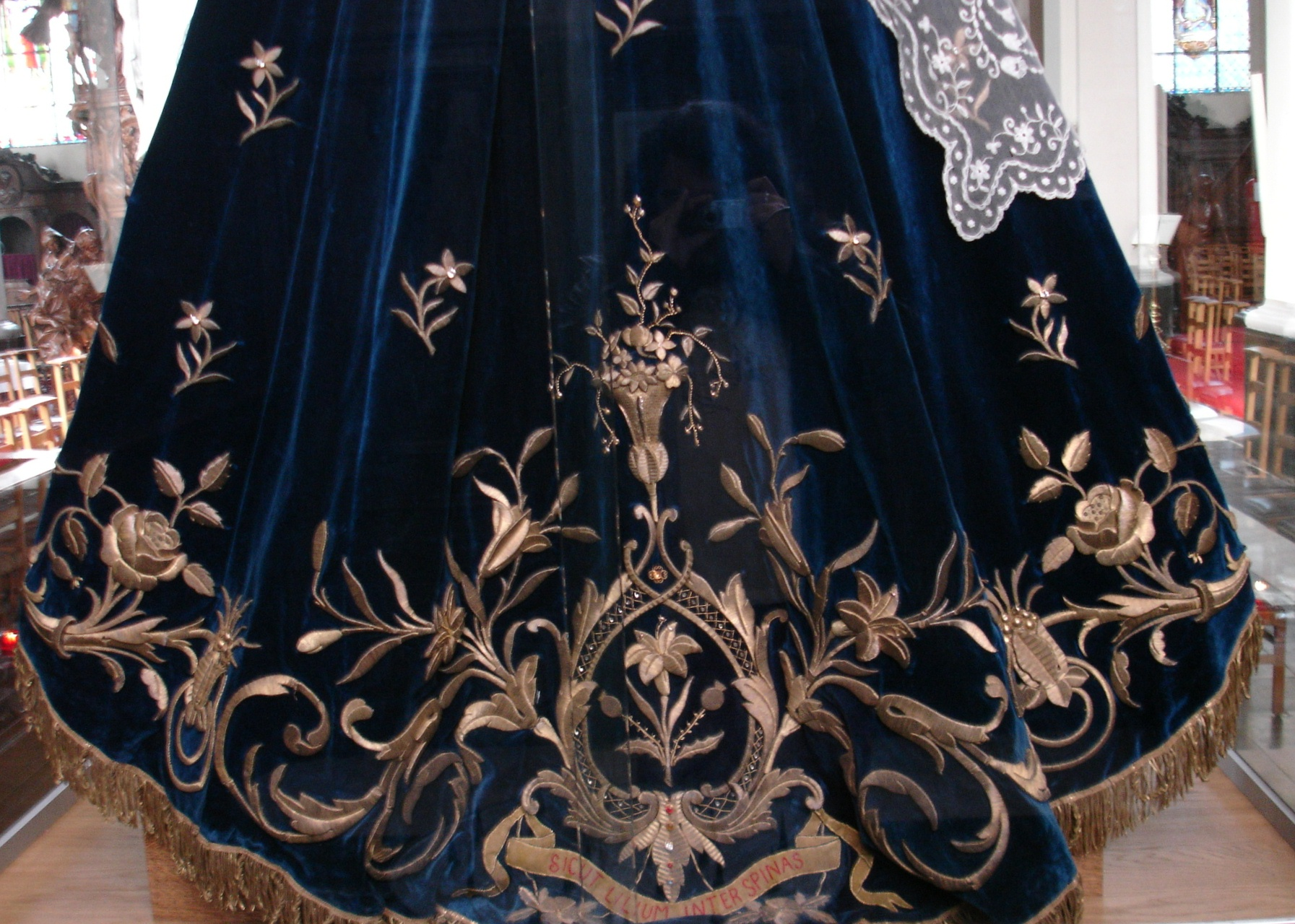
Ricamo in oro

Fanno parte del ricamo riferito i lavori che, pur rientrando come disegno nelle prime due categorie, non possono venir trasposti a matita a causa del materiale particolare che si vuole usare.
Ad esempio per il ricamo su velluto o su seta esistono delle tecniche particolari di riporto del tracciato, ma quasi sempre si preferisce lavorare direttamente con l'ago, senza previo disegno su stoffa, con il solo riferimento visivo al dipinto originale che può ridursi a mero suggerimento. Lo stesso succedeva con i ricami in oro, essendo il filato molto difficile da gestire e tanto prezioso da non poter certo venir sprecato.
Oggi che i fili dorati sono appunto solo filati appena un po' più rigidi degli altri, la tecnica usata è quella del ricamo su disegno.

## Punti di base

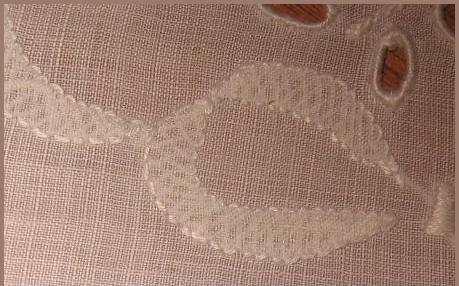
Punto ombra

Nel ricamo si dice punto di base qualsiasi tipo di punto semplice, tutti quelli che determinano sul tessuto una prima idea di decorazione visibile. Decorazione che non è necessariamente complessa o raffinata, ma può presentarsi semplicemente come una cucitura gradevole alla vista.
Chi ricama definisce "punto" non tanto un unico passaggio dell'ago attraverso il tessuto, ma una serie più o meno lunga di passaggi che hanno lunghezza, inclinazione e relazioni tra loro ben precise. Nel cucito, al contrario, quando si dice un punto, si intende realmente un passaggio, uno soltanto, fissato al tessuto.
È un esempio utile il punto ombra illustrato a destra.

### Linee

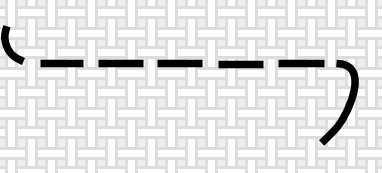
Punto filza
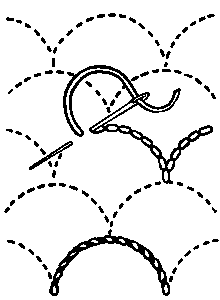
Punto indietro
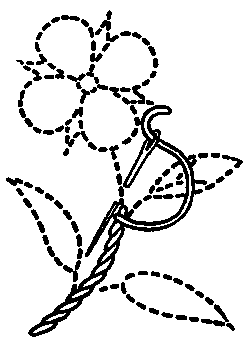
Punto erba
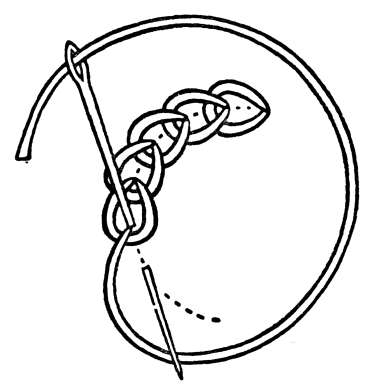
Punto catenella

### Superfici

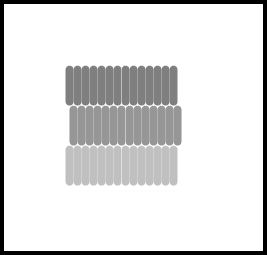
Punto piatto
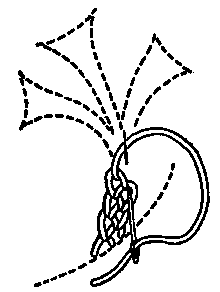
Punto catenella doppia
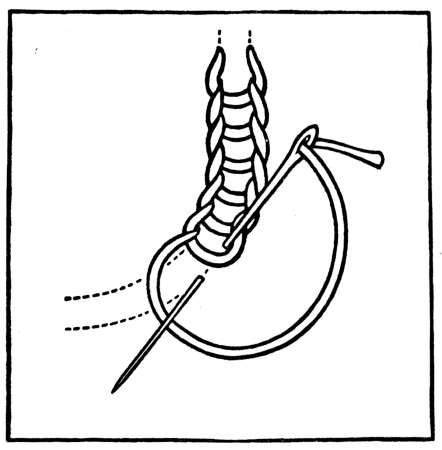
Punto catenella aperta
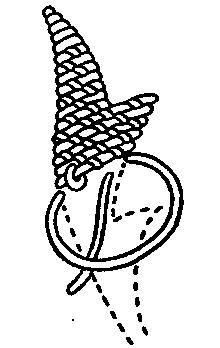
Punto broccatello
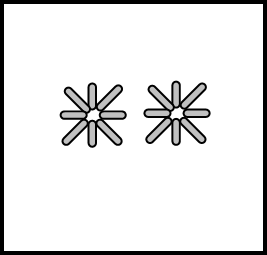
Punto stella

### Rilievi

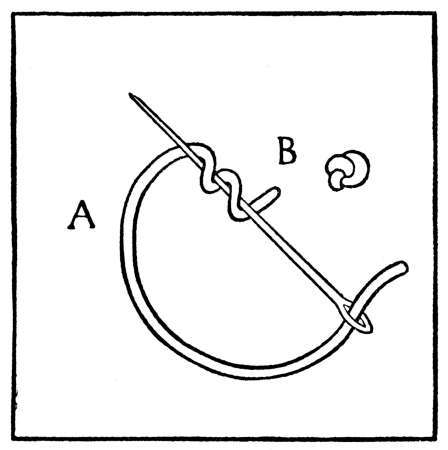
Punto nodini
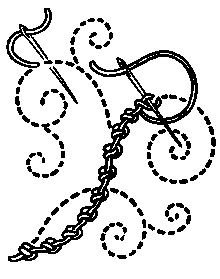
Punto Palestrina
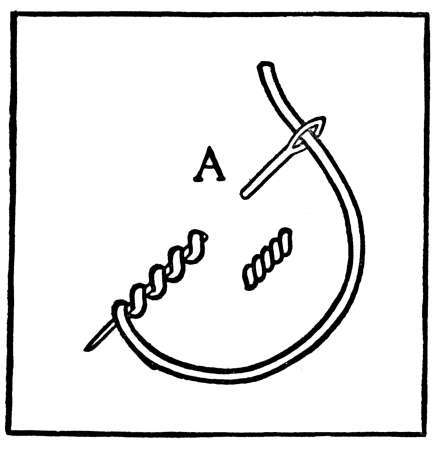
Punto vapore
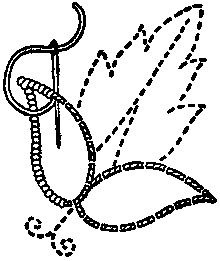
Punto riccio
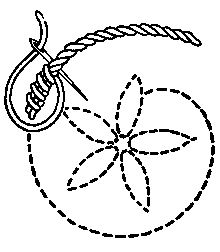
Punto riccio
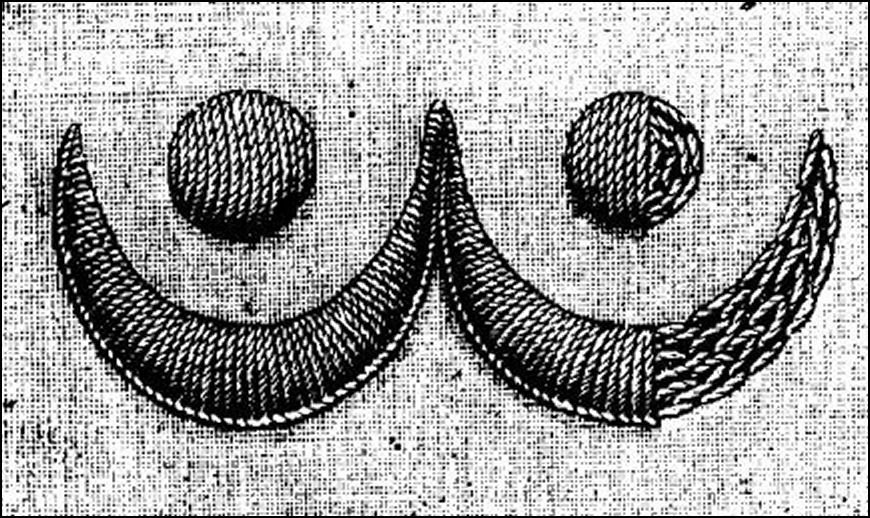
Punto pieno

### Galleria di stili

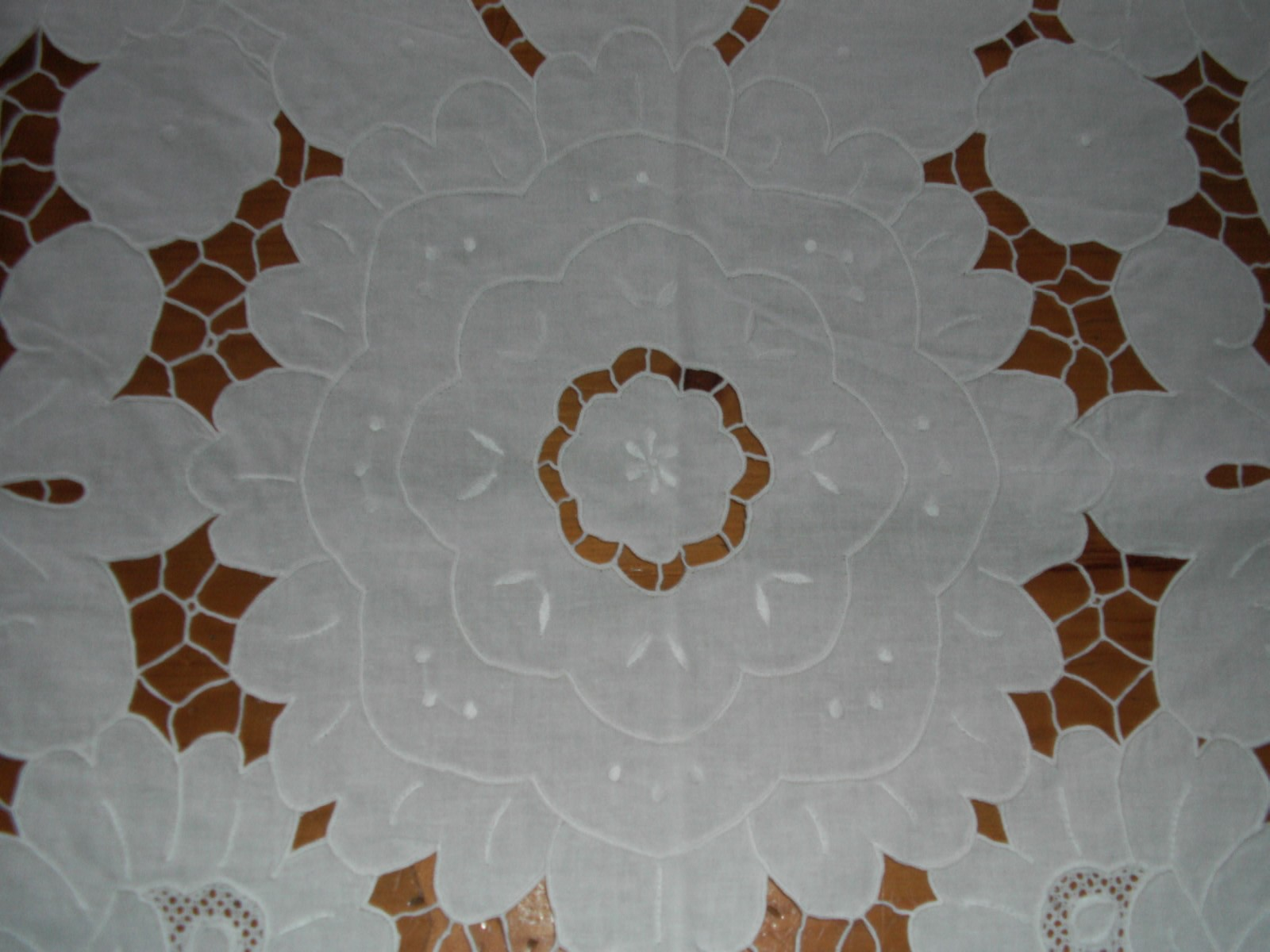
Stile Richelieu
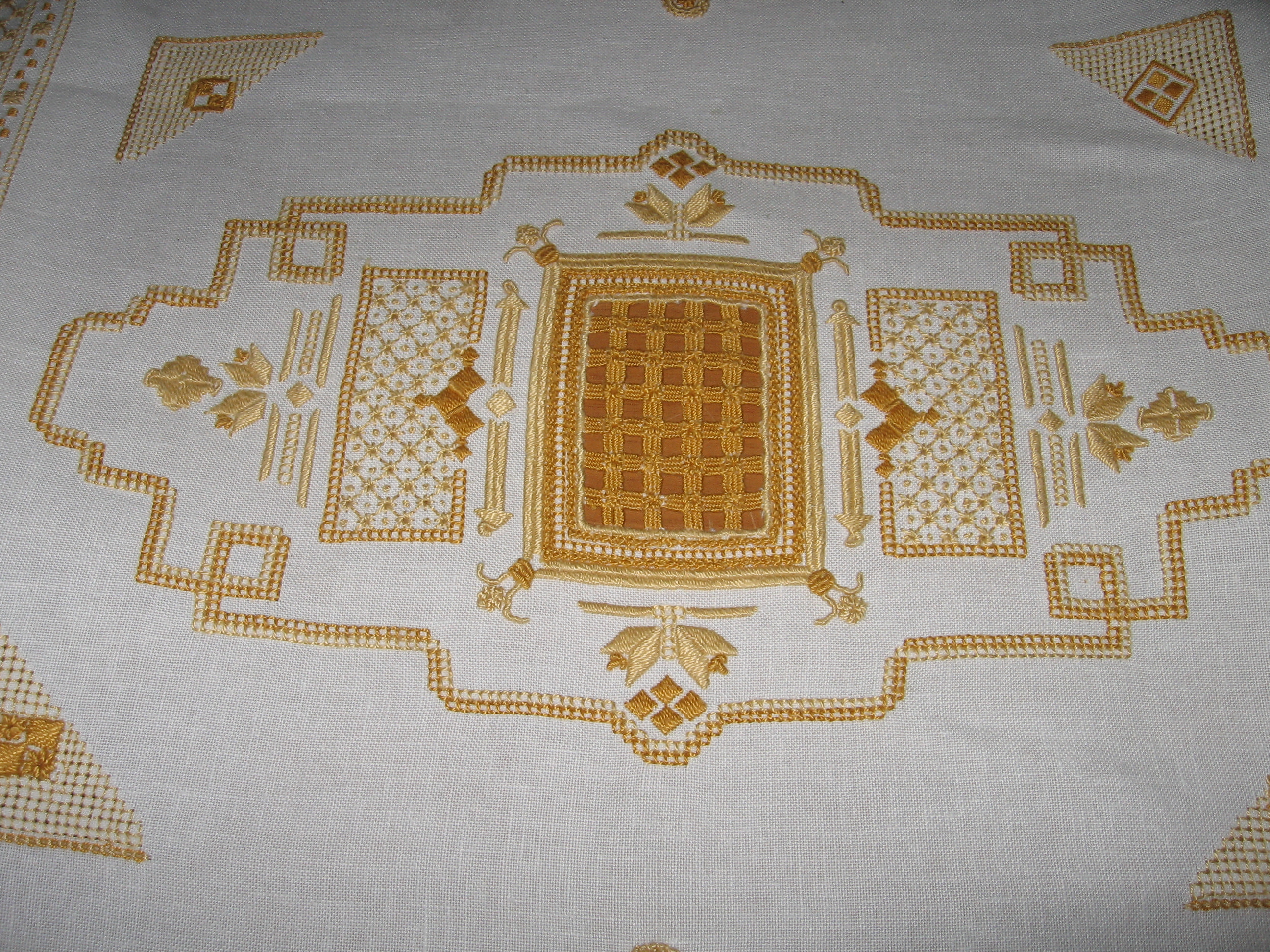
Punto antico in colore
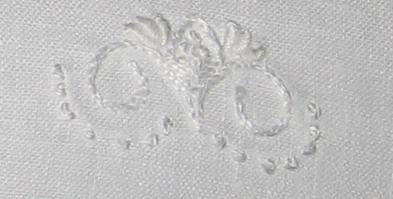
Bianco su bianco
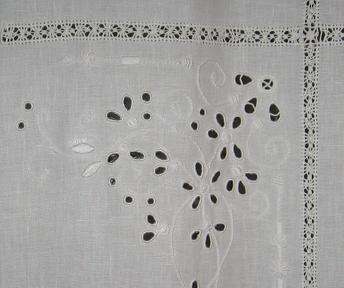
Intaglio
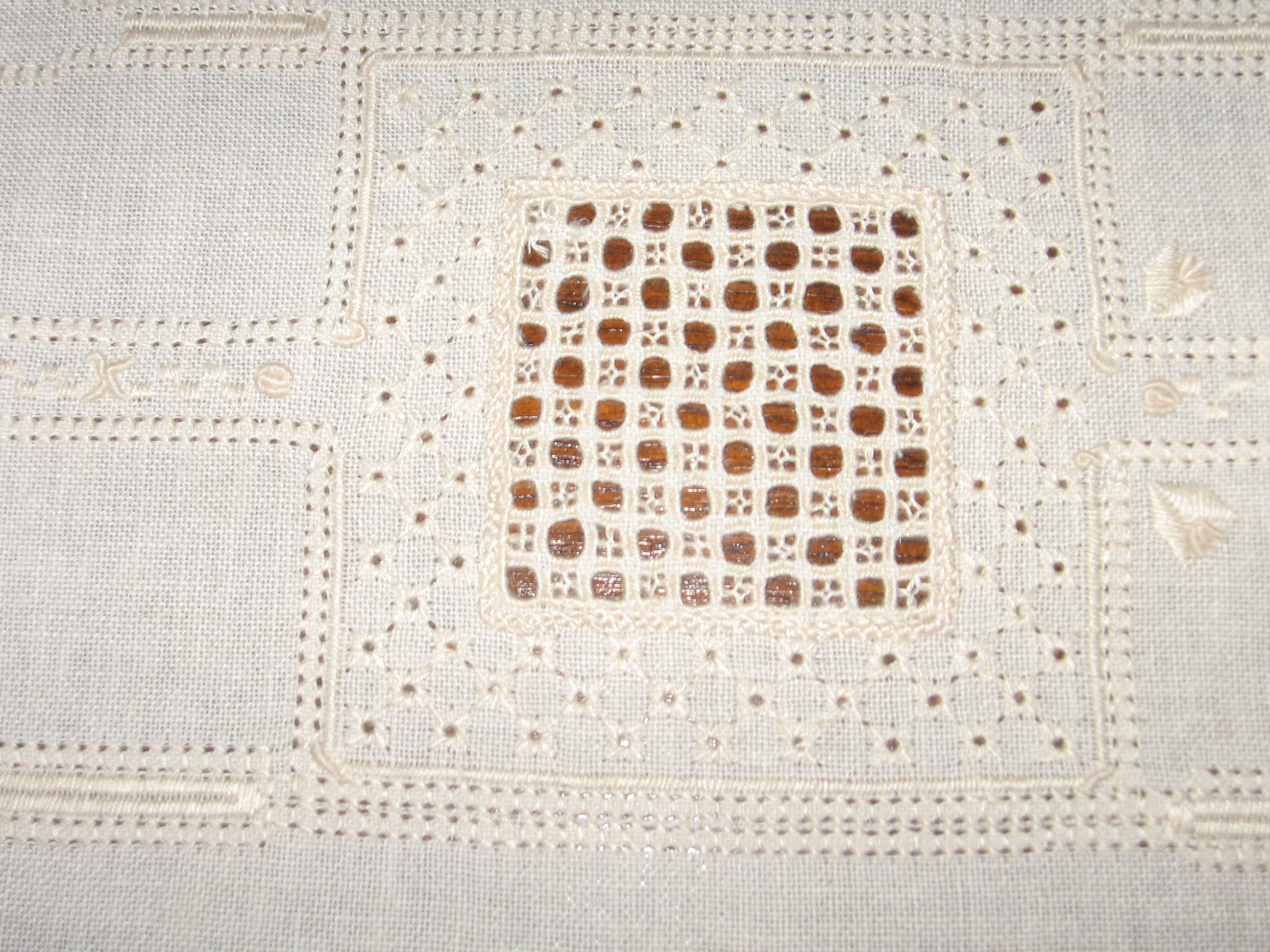
Sfilatura decorata a punto spirito e cornice a retino

## Storia

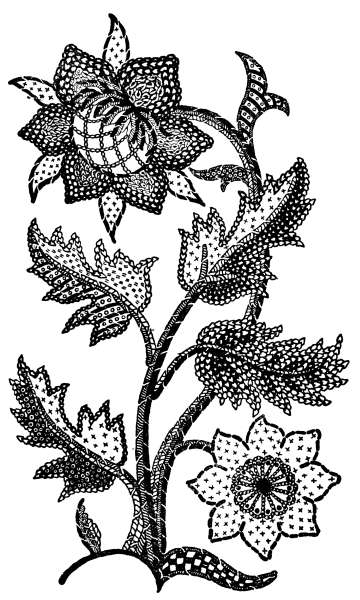
Modello Jacobean[1] del XVII secolo per ricamo su tenda
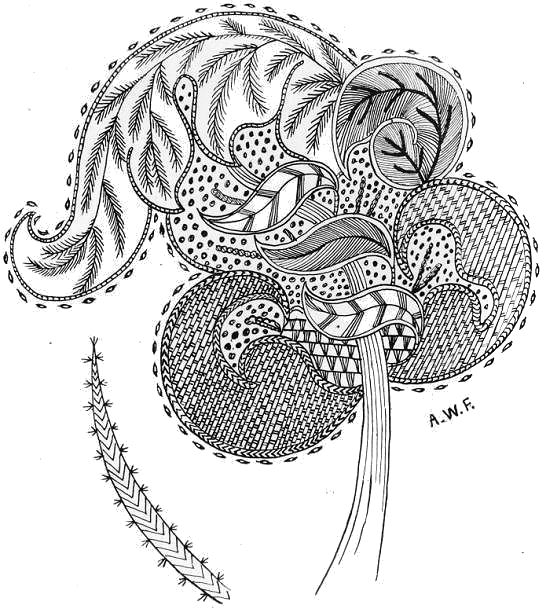
Disegno Jacobean per un lenzuolo, 1659, lavorato in blu, verde, e giallo con filato di lana su lino.
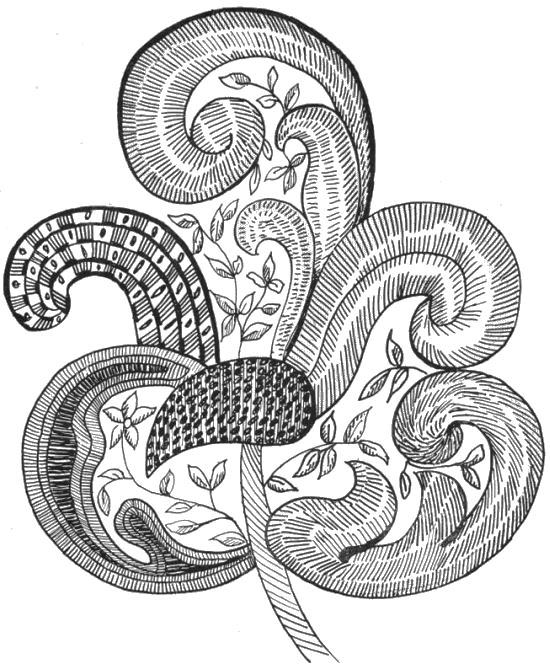
Disegno Jacobean per lenzuolo lavorato in indaco, marrone, e verde chiaro
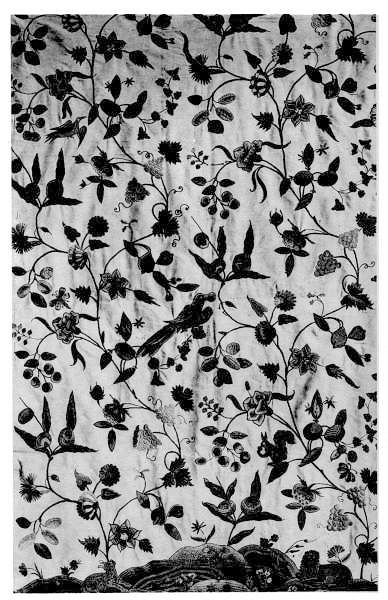
Particolare di telo ricamato risalente al XVII- XVIII secolo

Il ricamo è senz'altro un'attività molto antica, sebbene i suoi prodotti non siano giunti ai nostri tempi. Abbiamo alcuni frammenti risalenti all'antico Egitto. È probabile che quest'arte abbia avuto origine dall'elaborazione di punti utili, utilizzati per l'unione di pelli e poi di teli vegetali, destinati a personaggi di rilievo. Nell'antica Cina, fu un'attività molto fiorente e molto elaborata.
In Europa se ne hanno testimonianze antiche, ma le tecniche venivano tramandate oralmente nel tempo con graduale perdita di originalità e con l'acquisizione di connotati locali. I manufatti, creati per oggetti di uso quotidiano, soccombevano al logorio dovuto all'uso, per cui oggi non rimane traccia della loro esistenza. Perciò se possiamo solo supporre che il ricamo sia una tradizione popolare risalente a tempi remoti, e si sia poi sviluppato con l'estensione di una moda inizialmente riservata al ceto più abbiente che poteva permettersi sia la spesa per i materiali sia il tempo necessario per l'esecuzione. Si sono salvati infatti solo alcuni eleganti ricami bizantini che certo non si possono definire di arte popolare, sia per la preziosità dei materiali impiegati, sia per l'uso che se ne faceva, prevalentemente cerimoniale.

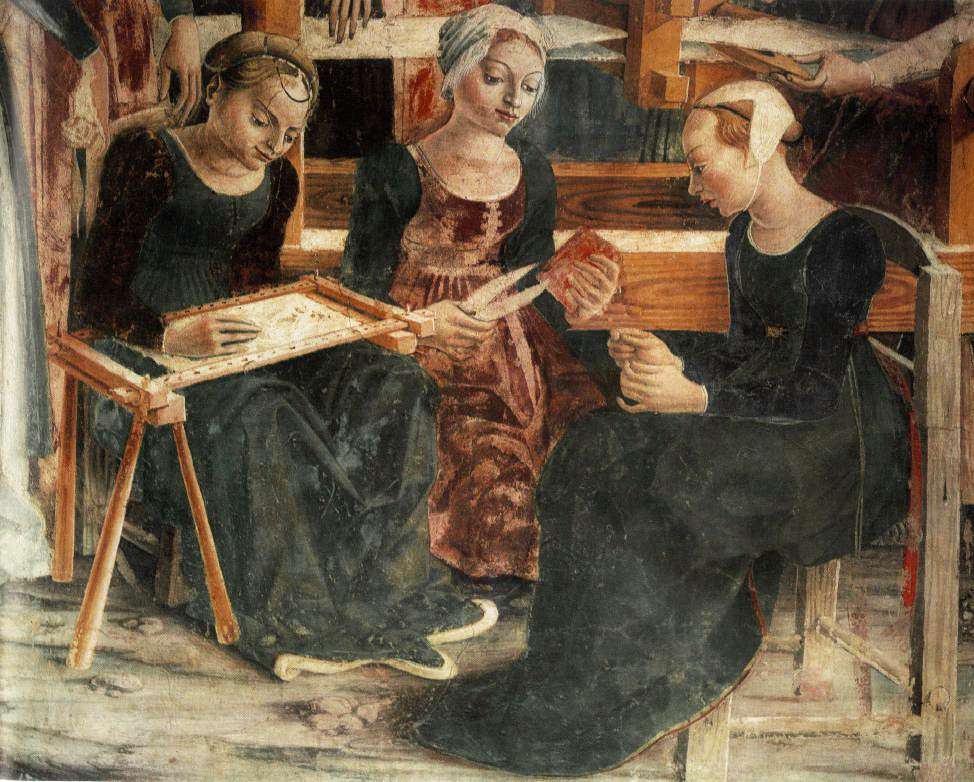
Francesco del Cossa (Ferrara, 1436 – Bologna, 1478) Allegoria di marzo: Trionfo di Minerva, particolare - Salone dei mesi, parete est, Palazzo Schifanoia, Ferrara

In Italia, il ricamo nasce come una delle espressioni della cultura saracena. Non a caso la prima scuola di ricamo ha sede a Palermo e risale ai primi anni del secondo millennio. È soltanto nel XII secolo però che l'attività dilaga in tutta Europa. Risalgono ai secoli XIII e XIV secolo i più monumentali lavori di ricamo conosciuti, cioè l'arazzeria francese, inglese, tedesca e, in misura minore, italiana - da non confondere con l'arazzo vero e proprio che è una tecnica artistica di tessitura. Le prime testimonianze della fioritura del commercio di merletti veneziani risalgono alla fine del XV secolo, accompagnate e seguite da un vero e proprio boom editoriale in Europa ed in Italia - specialmente a Venezia - che vide la pubblicazione di centinaia di libri, detti modellari, di disegni per merletti e ricami, ideati dai maggiori incisori e tipografi del tempo.

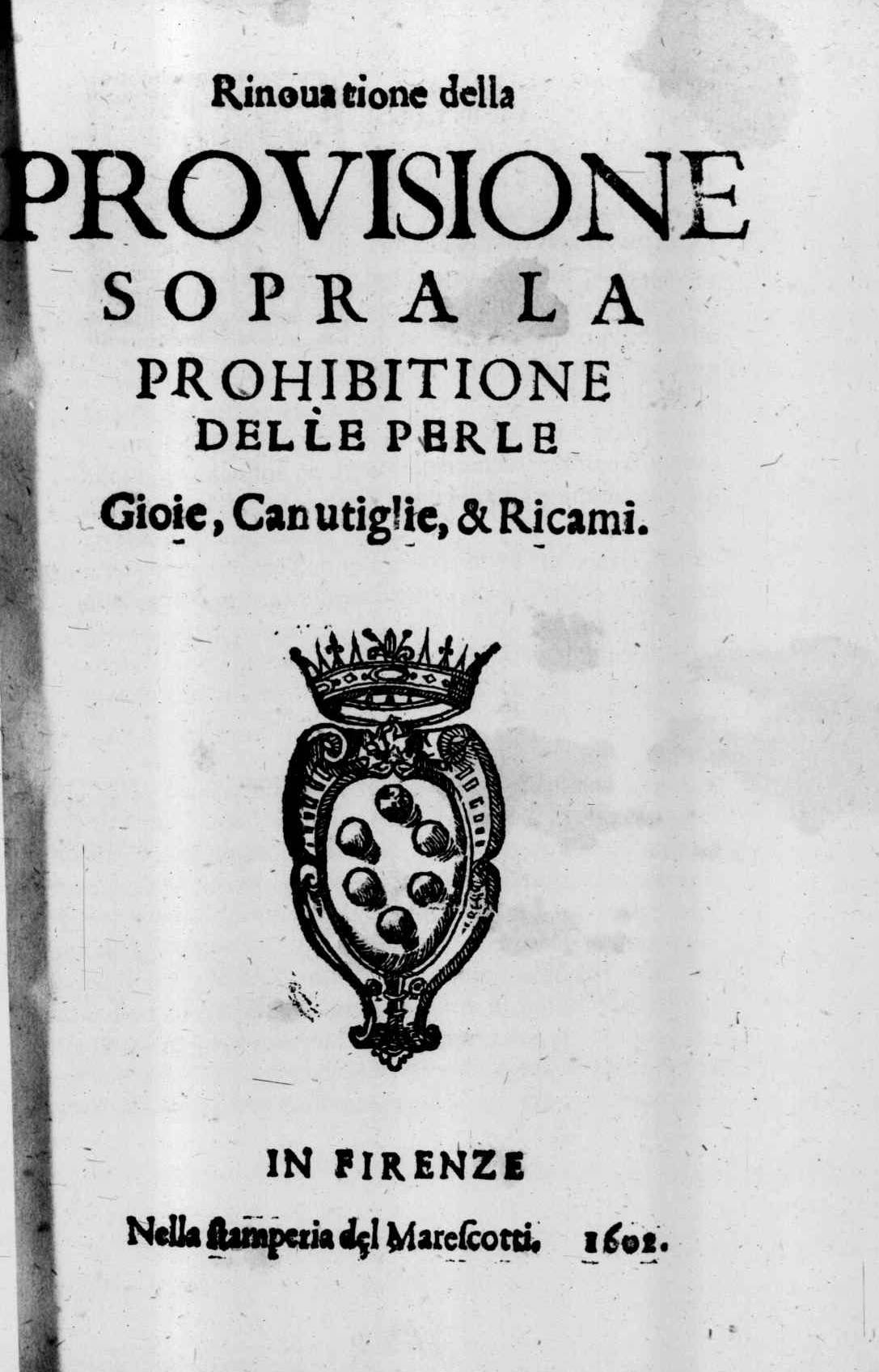
Rinovatione della provisione sopra la prohibitione delle perle gioie, canutiglie, e ricami, Firenze, 1602

Intanto la scuola italiana, distaccatasi dal gusto orientaleggiante iniziale, pone il centro dell'attività a Firenze e crea dei veri capolavori in tecniche diverse dall'arazzo.
A Firenze fu attivo Raffaellino del Garbo, mentre la bottega con più commesse fu quella delle monache, le Murate, in via Ghibellina, che forniva i paramenti ecclesiastici per le maggiori occasioni solenni. La maggior commessa quattrocentesca fu quella per il Battistero, tra il 1466 e il 1480. Vennero ricamati piviali, dalmatiche e piante su cui veniva riportata in 26 scene la vita di san Giovanni Battista, realizzate da Paolo da Verona, Coppino di Giovanni da Malines, Piero da Venezia e altre su disegni di Antonio Pollaiuolo. Nel 1477 circa venne realizzato da Francesco Malocchi il paliotto offerto ad Assisi da Sisto IV con figure di Antonio Pollaiuolo.
A Milano, verso la metà del secolo, Filippo Maria Visconti chiamò alla sua corte artisti fiorentini e veneziani a lavorare presso di lui, per cui lo stile fiorentino e quello veneziano si incontrarono in decorazioni arabescate di gusto orientaleggiante. Ne sono esempi il paliotto di Varese del 1491 e quello di Santa Maria delle Grazie.
Si sviluppa anche il ricamo in bianco, quello a fili contati e il reticello che darà poi origine al merletto classico ad ago e al merletto a filet.
Nel periodo barocco si diffuse la tecnica del ricamo a fili incollati che consisteva nell'incollare fili di seta colorati sopra un cartoncino spalmato di cera vergine. Con questa tecnica - utilizzata in Italia, in Spagna e nelle Fiandre e coltivata in particolare in Lombardia, in Piemonte, in Sicilia e in Puglia - si riprodussero paesaggi e immagini sacre, tratte da stampe o da dipinti. A Lecce divenne famosa la ricamatrice Marianna Elmo, figlia del pittore Serafino Elmo.

## Ricamo nell'arte

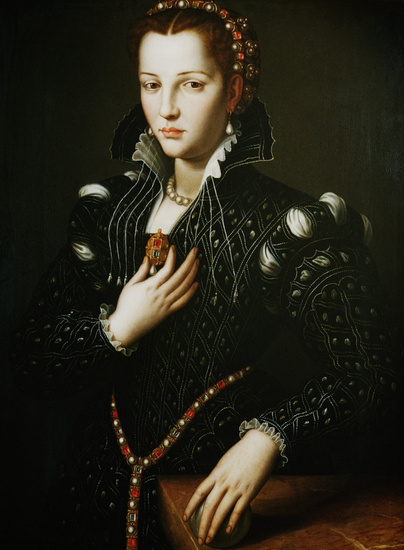
Agnolo Bronzino (1505-1572): ritratto di Lucrezia de' Medici
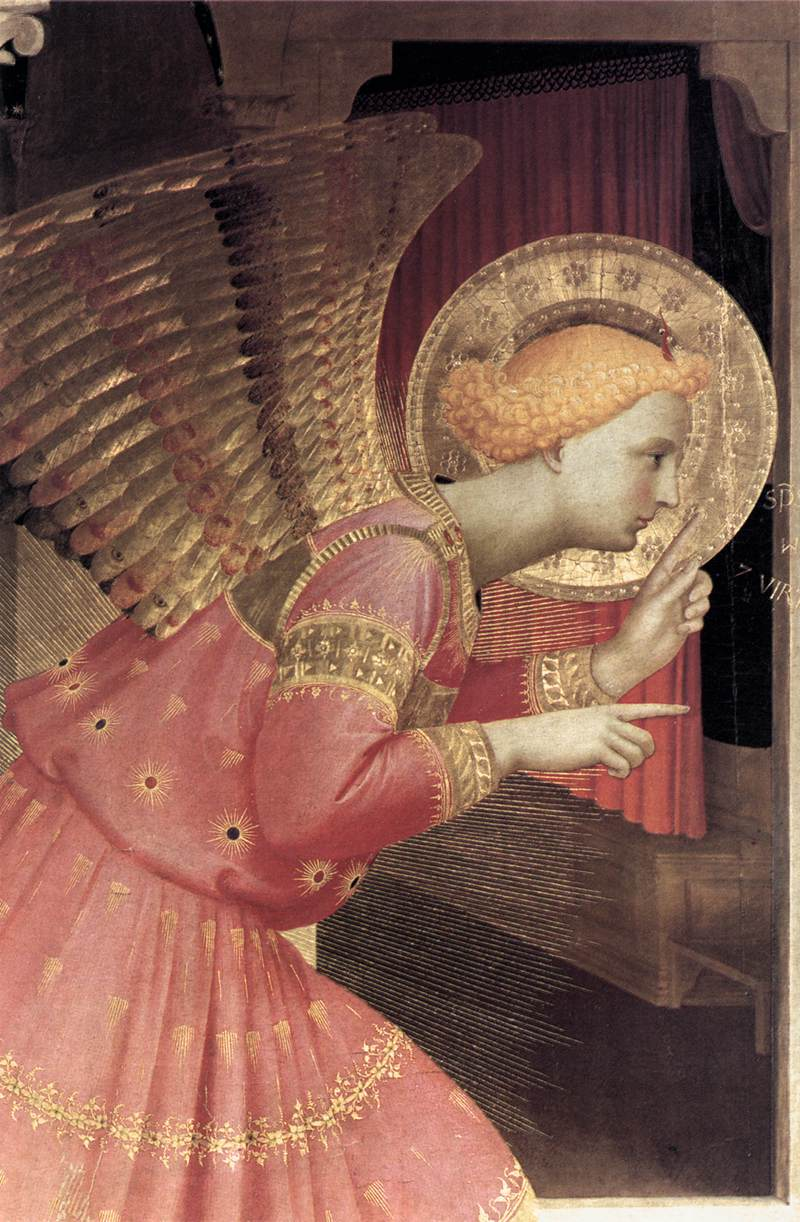
Beato Angelico (1395-1455): Annunciazione di Cortona, particolare
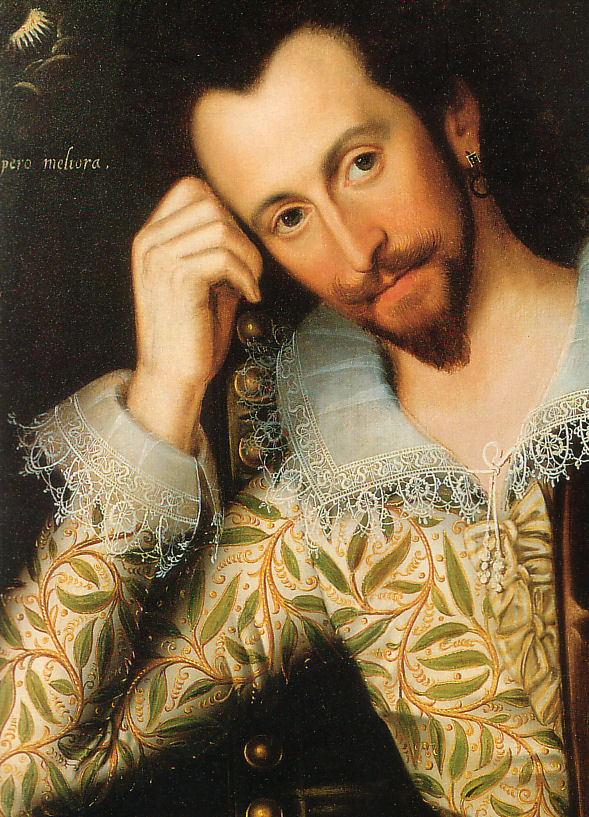
Corpetto ricamato con risvolti e polsini in pizzo, c. 1610
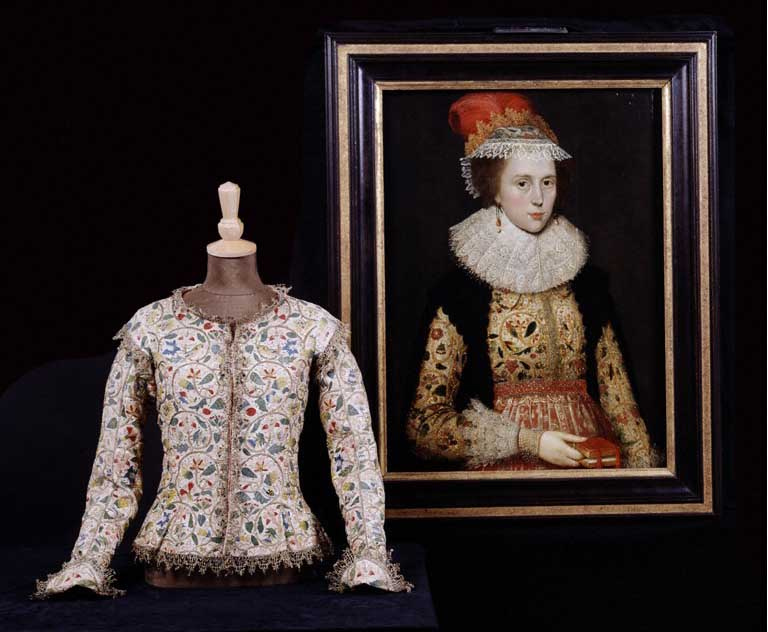
Corpetto ricamato e ritratto di Margaret Laton, 1610 V&A Museum
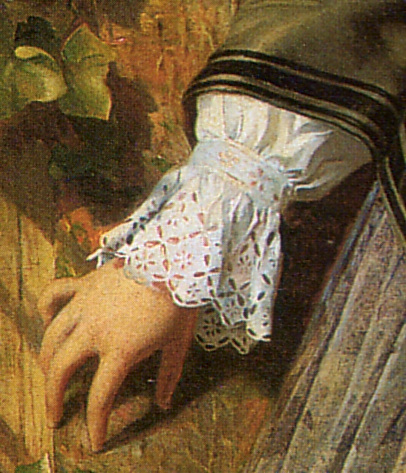